# Bénédicte Taffin
Œuvres principales
- Les Yeux d'Opale

Bénédicte Taffin, née le 28 septembre 1971 est une romancière et novelliste française. Elle a reçu le Prix Futuriales 2011 catégorie roman pour la jeunesse pour Les Yeux d'Opale. Elle écrit aussi sous le pseudonyme de Benedict Taffin.

## Biographie
Née en 1971, Bénédicte Taffin a décroché un diplôme d'ingénieur en Instrumentation et exercé des métiers divers dans l'informatique durant 10 ans avant de se consacrer à l'écriture.
Son premier roman, Les Yeux d'Opale, fut bien reçu par la critique , et obtint un prix aux Futuriales 2011 .
Après des romans parus chez Gallimard Jeunesse, Asgard Editions et les Éditions du 38, elle s'essaye à l'auto-édition avec une série de techno-thrillers (Le Code Minotaure, Le Génome Walkyrie) dont le personnage principal est un baron écossais, Dimitri Hennessy.

## Œuvres

### Romans
- Les Yeux d'Opale, Éditions Gallimard Jeunesse, 2011[5]
- La Pucelle et le Démon, Éditions Asgard, 2012
- L'Héritier de Clamoria, Éditions du 38, 2016
- Le Code Minotaure, Amazon, 2017
- Le Génome Walkyrie, Amazon, 2017

### Nouvelles
- Les Tours de Grendsham, in Esprits Mutants, seconde génération, Éditions Club Présences d'Esprits, 2007.
- Relation mère-fille, in Black Mamba no 19, Éditions Céléphaïs, 2010.
- Non, mais allô quoi, in Dimension système solaire, Éditions  Black Coat Press, Rivière Blanche, 2014.
- Werlacht, in Folies, Éditions du 38, 2015.
- Bulle de bonheur, in Cités bulles, Éditions du 38, 2015.
- L'Étreinte de la Médulaire, in Légendes abyssales, Éditions Mythologica, 2016.
- Le berger, in Des livres et nous des chansons, Éditions Montgorges Phonogramme, 2016.
- Les Oubliées, in Sombres Tombeaux, Éditions du 38, 2016.